# Pasta campana
La pasta campana è un alimento a base di semola di grano duro e acqua delle falde locali, essiccata e prodotta secondo le tradizioni sviluppate in Campania nel corso dei secoli. La regione, insieme alla Sicilia e alla città di Genova, è stata l'artefice della capillare diffusione della pasta secca in Italia, tanto da far affibbiare ai suoi abitanti il soprannome di "mangiamaccheroni".
In Campania, molti produttori storici di pasta secca si concentrano nella città di Gragnano, centro noto anche per la produzione dell'IGP denominata Pasta di Gragnano. In passato furono molto importanti per la produzione della pasta anche Torre Annunziata e Cicciano. Significative, in quanto a produzione di pasta, sono anche le province campane di Benevento, Avellino (con la zona della valle dell'Ufita), Caserta (in particolare l'area industriale di Marcianise e Capodrise) e Salerno, annoverando quest'ultima sia pastifici di pasta fresca (soprattutto nella zona dell'agro nocerino-sarnese e della valle dell'Irno) che ben 21 pastifici di pasta secca nella sola area del Cilento e del Vallo di Diano.
Un'altra zona nella quale, in passato, sono stati presenti molti pastifici, è quella dell'alta Terra di Lavoro, oggi compresa nella regione politica del Lazio ma storicamente e culturalmente campana.

## Storia

### Le origini in Italia e in Campania
Le prime tracce di pasta secca in Campania risalgono alla fine dell’XI secolo, ad Amalfi; la tecnica si sviluppò grazie agli intensi traffici commerciali che la repubblica amalfitana intesseva con il mondo arabo e la Sicilia, da cui si apprese la tecnica di essiccazione della pasta. In pochi anni la produzione di pasta secca abbracciò l’intera Costiera per svilupparsi in particolar modo a Minori, in seguito divenuto uno dei principali centri di produzione di pasta del Regno delle Due Sicilie, grazie alla presenza di numerosi mulini alimentati dall’acqua del fiume che attraversa la valle minorese.

### Le diffusione

Via dei Mercanti (Salerno), la principale via di commercio salernitana fin dal Medioevo, dove all'epoca erano presenti diverse storiche botteghe per la produzione artigianale di pasta.

Nell'XII secolo la pasta secca iniziò lentamente a diffondersi a Napoli e, in seguito, tra il 1400 e il 1570, a Salerno, periodo in cui la città conobbe particolare splendore culturale e commerciale (inizialmente grazie alla corte prima dei Colonna, poi degli Orsini, e infine dei Sanseverino). Nacquero così alcune piccole e storiche botteghe di produzione artigianale in Via Mercanti, Via delle Botteghelle e nel Rione Fornelle. Tuttavia la caduta di Ferrante Sanseverino, nel 1578, ebbe significative ripercussioni economiche su tutta la città, la quale non riuscì più a risollevarsi. Intanto a Napoli la pasta continuava a diffondersi ulteriormente. Nello stesso periodo però, anche a Gragnano, comparirono i primi piccoli pastifici artigianali, i quali ebbero più fortuna rispetto a quelli di Salerno. Gragnano fortificò la sua produzione con l'assorbimento di quasi l'intera fabbricazione amalfitana che si trasferì in terra gragnanese. Durante quegli anni le classi povere necessitavano delle scorte alimentari per l'intero anno, così, per soddisfare tale bisogno, a Gragnano nacque e si intensificò un nuovo tipo di produzione meccanizzata, e cioè quella della pasta secca trafilata, ottenuta grazie all'invenzione del torchio a vite (chiamato in napoletano 'ngegno da maccaruni) e realizzata con semole di grano duro macinate in zona. I terreni gragnanesi erano ideali per la produzione e l'essiccazione della pasta grazie al loro microclima composto da vento, sole e giusta umidità. Nel XVII secolo Napoli fu colpita da carestia e questo favorì ancor di più il radicamento e la diffusione della pasta in tale città.

### Il boom ottocentesco

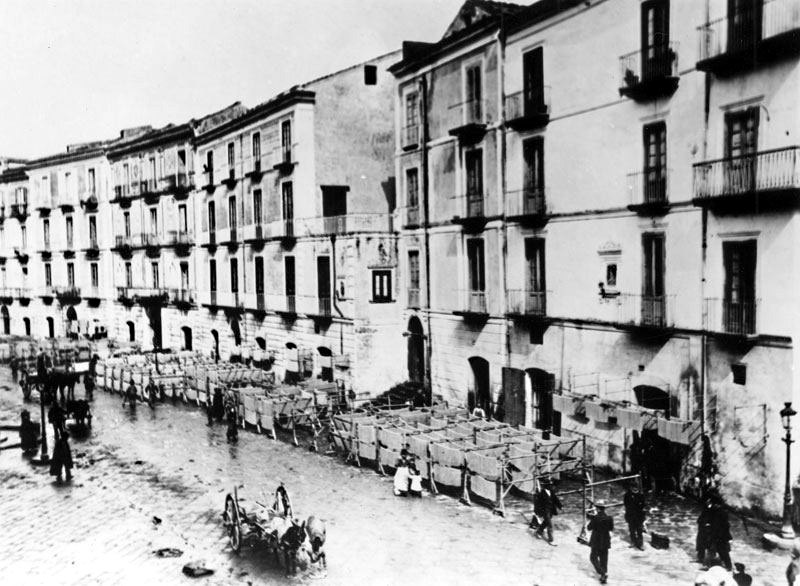
Via Roma, Gragnano (Napoli) a fine 800. Un'immagine della pasta stesa per strada

Nella prima metà dell'Ottocento la produzione di pasta campana toccò l'apice della diffusione tra Napoli e le città di Portici, Torre del Greco, Torre Annunziata e Gragnano; ma anche a Salerno città e in parte della Costiera amalfitana. Zone, queste, dove il clima ne favoriva l’essiccazione naturale. A Napoli la pasta era talmente amata che re Umberto I, per agevolare il commercio di tale prodotto, diede ordine di costruire una ferrovia per collegare direttamente Gragnano a Napoli.
Anche a Salerno, in quegli anni, con l'ultimo principe salernitano, Leopoldo di Borbone, nacquero i primi veri grandi pastifici. Prima di allora, in città, vi erano tante ma piccole botteghe di produzione artigianale, le quali, tra il 1578 e il 1690, in gran parte vennero colpite dalla crisi cittadina e fallirono.

## Pastifici

### Pastifici storici

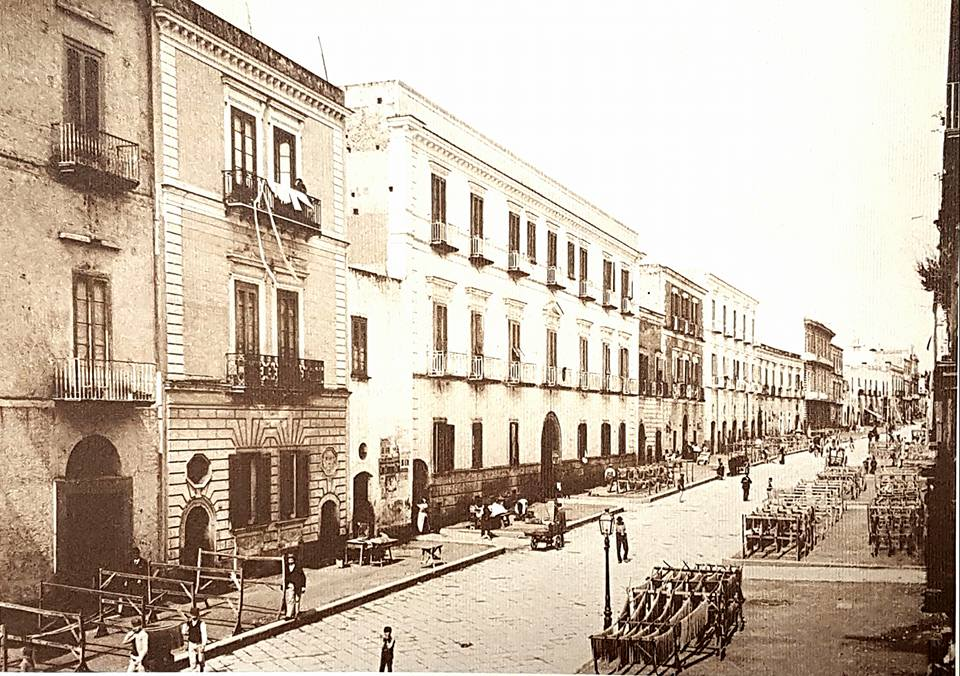
Torre Annunziata, fabbriche di maccheroni nel 1885 ca.

#### Napoli
Nel 1800 a Napoli e provincia si possono contare centinaia di pastifici, molti dei quali ancora esistenti. Parecchi di questi risultano essere di Gragnano: la pasta di Gragnano, infatti, è riconosciuta come indicazione geografica protetta (IGP), e rappresenta circa il 14% dell'export nazionale nel settore, integrato anche, seppur con minori quantità, dalle produzioni di Torre Annunziata e Portici.
Tra i più grandi, antichi e noti pastifici napoletani ancora in attività, ci sono il Pastificio Voiello, fondato a Torre Annunziata nel 1879, e il Pastificio Garofalo, fondato ufficialmente a Gragnano nel 1920, anche se il suo nome compariva già nel 1789 con l'ottenimento della licenza del comune di Gragnano per la produzione di pasta di alta qualità.. A Gragnano ha riaperto nel 2015, dopo decenni di inattività, anche il Pastificio Cuomo, riconosciuto come il più antico pastificio al mondo (1820) nonché sede del Museo della pasta.
Nel napoletano erano presenti più di 50 mulini ad acqua, 30 dei quali presenti soltanto nel territorio gragnanese. I ruderi di alcuni di questi possono essere ammirati nella valle dei Mulini di Gragnano.

#### Salerno
I più importanti e antichi pastifici di Salerno e provincia, ormai non più attivi, erano il Pastificio Rinaldo (1800-1867, in seguito divenuto Pastificio Rinaldo&D'Amato, tra il 1868-1957) e il Pastificio Scaramella (1883-1972). Importanti erano anche il Pastificio Fratelli Natella e il Pastificio Dini, anche questi non più attivi. Il Pastificio Rinaldo&Amato era situato in un edificio a Corso Garibaldi e nella contrada Calcedogna. Mentre, il Pastificio Scaramella, era sito a Corso Vittorio Emanuele, nonché tra la piazza della ferrovia e il litorale, possedendo un lungo pontile per imbarcare direttamente i propri prodotti, mediante navette di raccordo tramite le quali, la pasta e le farine, venivano caricate sulle navi che salpavano per il Nord il e Sud America.
Nella città di Salerno erano presenti quattro mulini a cilindri, ognuno di proprietà delle suddette ditte. I primi tre pastifici avevano una produzione giornaliera di circa 1000 quintali per grani teneri e duri, mentre, il Pastificio Dini, ne produceva solo 250. Di minore importanza, erano presenti anche mulini a Giovi e Angellara, che si limitavano a lavorare unicamente nel periodo invernale. Fuori dalla città di Salerno esistevano altri piccoli mulini nei comuni di Minori, Amalfi, Vietri sul mare, Pontecagnano, San Cipriano Picentino e in numerosi paesini del Cilento.
Sulla scia dei pastifici Rinaldo&Amato, Scaramella, Fratelli Natella e ancora Dini, a Salerno e provincia nacquero numerosi pastifici di piccole, medie e medio-grandi dimensioni.
Il più grande pastificio di Salerno ancora attivo è Pastificio Antonio Amato, nato nel 1958 dal Pastificio Rinaldo&Amato. Il pastificio Antonio Amato è stato, dal 1981 al 1992, lo sponsor ufficiale della Salernitana. Dal 1999 fino al fallimento, è stato anche sponsor e fornitore ufficiale della Nazionale di calcio italiana campione del mondo nel 2006. Dal 2009, invece, è anche sponsor ufficiale della Nazionale svizzera di sci.

#### Resto della Campania
A livello di grandi pastifici attualmente ancora in attività, oltre alle città e alle province di Salerno e Napoli, si distingue soltanto la città di Benevento, con lo storico Pastificio Rummo fondato nel 1846. Il Pastificio Rummo, all'epoca, possedeva il primo molino beneventano per la macinazione del grano.
Nel resto della regione non è presente alcun altro grande pastificio di produzione industriale che possa vantare storia e diffusione nazionale o internazionale. Tuttavia l'Avellinese, così come la zona del Cilento, nonostante le assenze di grandi industrie pastaie, sono da sempre note per le varie produzioni locali di pasta fresca artigianale con centinaia di piccole botteghe sparse per tutto il loro territorio.
Il casertano, invece, come ogni altra zona della Campania, da sempre possiede piccole botteghe per la produzione di pasta. Nell'ultimo trentennio, però, l'attività pastaia di tale città è in forte aumento con la creazione di diverse aziende pastaie di piccole e medie dimensioni. Inoltre, a Marcianise, in provincia di Caserta, dal 1973 sono presenti ulteriori stabilimenti del Pastificio Voiello, che fu salvato dalla Barilla, la quale subentrò nella gestione societaria con lo spostamento e l'ampliamento degli stabilimenti.

## Statistiche sui pastifici regionali
La Campania, insieme a Emilia-Romagna e alla Lombardia, è tra le prime tre regioni d'Italia per numero di pastifici presenti. Nelle città e nelle province della Campania, il numero di pastifici totali, industriali e artigianali, è il seguente:
| Città e province              | Pastifici Totali | Pastifici Industriali | Pastifici Artigianali |
| ----------------------------- | ---------------- | --------------------- | --------------------- |
| Città metropolitana di Napoli | 166              | 84                    | 76                    |
| Provincia di Salerno          | 149              | 82                    | 63                    |
| Provincia di Avellino         | 83               | 39                    | 49                    |
| Provincia di Caserta          | 78               | 35                    | 44                    |
| Benevento e provincia         | 41               | 25                    | 19                    |

1. ↑  Comprende la subregione del Cilento con 21 pastifici totali tra cui 14 artigianali e 8 industriali.[34][35][36]

## Tipi di pasta campana
In Campania esiste una grande varietà di pasta, tanto fatta di solo grano duro come di grano duro e uova. Essendo la produzione della pasta campana principalmente meccanizzata sin dal Settecento, non è particolarmente diffusa la tradizione di realizzarla in casa.

La pasta campana è disponibile in diversi formati, lunghi e corti. Ciascun pastificio ne ha a catalogo almeno un centinaio; alcuni arrivano anche a trecento. I più diffusi sono i seguenti:
- Spaghetti e tutte le loro varianti (spaghetti alla chitarra, vermicelli, bucatini, spaghetti triangolari, spaghettoni, spaghetti ristorante, spaghettini, vermicellini, capellini o capelli d'angelo o fili d'angelo etc.)
- Fusilli: termine con il quale si indicano in realtà diversi formati, lunghi e corti, con o senza buco (a volte simili a delle eliche, a volte simili alle busiate siciliane, a volte simili alle casarecce etc.)
- Cavatappi o succhietti
- Vesuvio
- Linguine
- Ziti (o zita o zite) e candele
- Mezzani, mezzanelli
- Perciatelli
- Manfredi, oggi diffusi soprattutto come mafaldine o reginette in onore della regina Mafalda di Savoia, ma originariamente creati per il re Manfredi di Sicilia
- Ferrazzuoli
- Candele lunghe
- Paccheri, detti anche schiaffoni, e mezzi paccheri (lisci o rigati)
- Tortiglioni, chiamati anche maccheroni o elicoidali (per alcuni pastifici, gli elicoidali sono un tipo di fusilli)
- Gemelli
- Sigarette (o ziti tagliati)
- Ruote
- Conchiglie, abissine
- Chiocciole lumache
- Gomiti, chifferi
- Rigatoni e mezzi rigatoni
- Occhi di lupo, mezzi occhi di lupo, occhi di elefante
- Ditali e ditalini (lisci o rigati)
- Pasta mista
- Fettucce, fettuccelle
- Linguine e bavette (simili alle trenette liguri)
- Gnocchi (di pasta secca)
- Gigantoni
- Calamarata (o calamari)
- Millerighe e mezzi millerighe
- Penne e tutte le loro varianti (pennette, mezze penne, pennoni, penne a candela, penne ziti etc.), lisce o rigate
- Bombardini (talvolta chiamati bombardoni), lisci o rigati
- Mezze maniche (rigate)
- Scialatielli
- Sedani e sedanini
- Casarecce o caserecce
- Canneroni e mezzi canneroni
- Maccheroncelli
- Tubetti, lisci e rigati
- Gnocchi napoletani
- Taccozzette
- Tacconi, tacconelli, pantacce
- Cannelloni
- Caccavelle
- Lumaconi
- Conchiglioni
- Sagne
- Lasagne
- Tripoline (o tripolini)
- Farfalle

Accanto a questi formati, ogni pastificio propone proprie trafile più o meno originali, a volte anche piuttosto bizzarre, in alcuni casi brevettate e/o i cui nomi sono marchi registrati.
Importante è la ruvidezza della superficie della pasta perché strato esterno rugoso trattiene il sugo, rendendo così più gustoso il contatto con il palato. La ruvidezza muta in relazione alle tecniche o strumenti di produzione, che possono comprendere per esempio pasta fatta a mano, trafilata al bronzo, laminata.